# Przeprawy we Wrocławiu

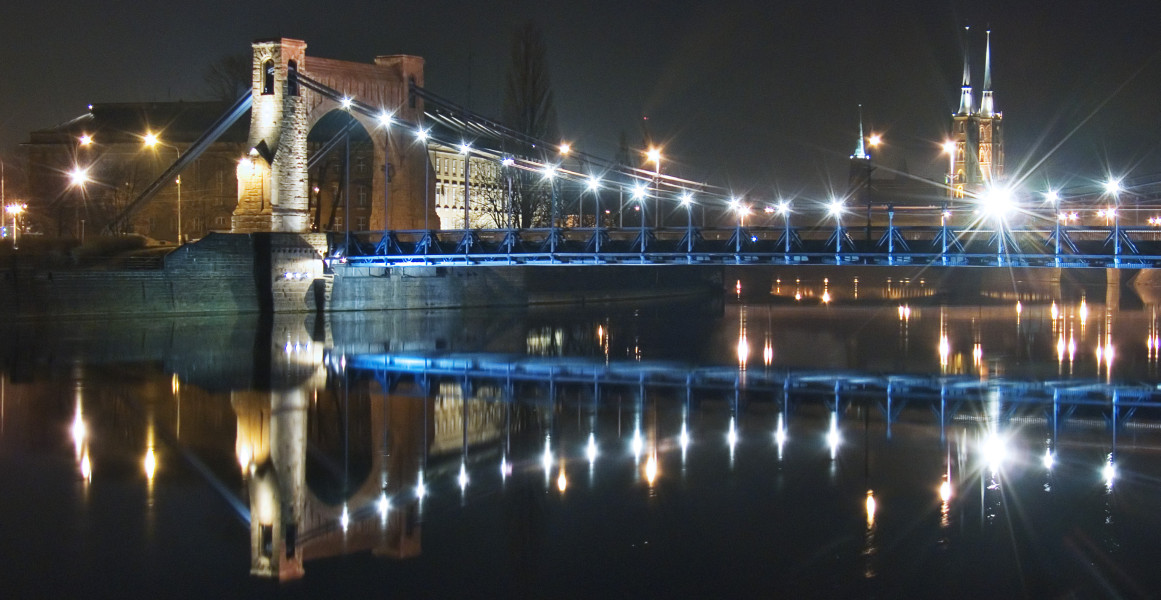
Most Grunwaldzki

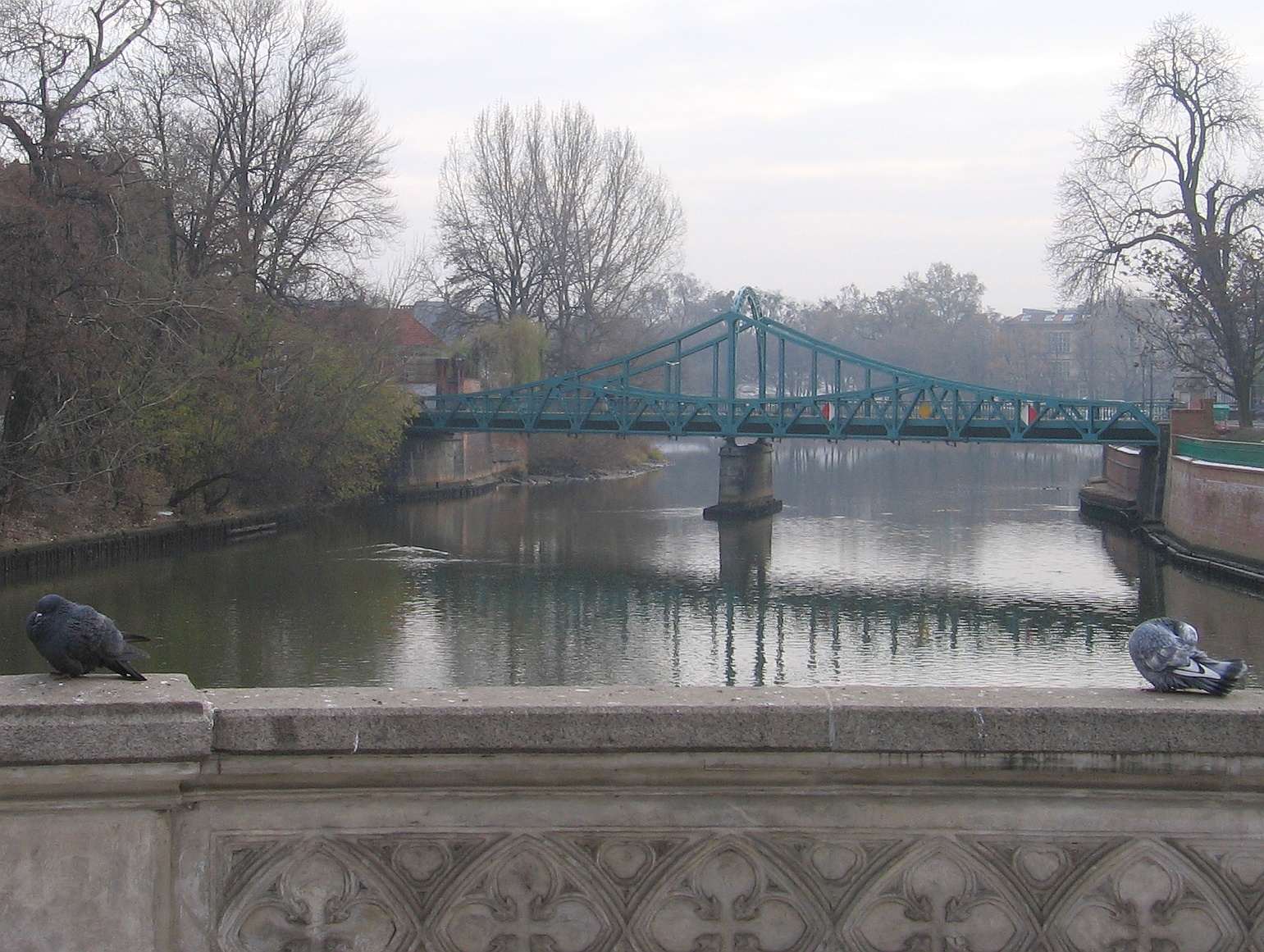
Most Tumski

Przeprawy we Wrocławiu współcześnie obejmują mosty i kładki oraz przepusty przerzucone nad licznymi rzekami, kanałami oraz mniejszymi ciekami przepływającymi przez Wrocławski Węzeł Wodny. Budowano także mosty tymczasowe, w tym między innymi mosty pontonowe. W historii miasta oprócz przepraw mostowych funkcjonowały także inne przeprawy: brody, promy, tratwy, łodzie. Brody stanowiły podstawę przepraw przez rzekę w początkowym okresie historii osadnictwa, szczególnie w rejonie obecnego Śródmiejskiego Węzła Wodnego, gdzie duża liczba stosunkowo płytkich ramion rzeki między licznymi wyspami dawała możliwość bezpiecznej przeprawy przez Odrę. W późniejszym okresie do przeprawiania osób i towarów stosowano łodzie i tratwy. Przeprawy oparte na żegludze istniały także w pobliżu mostów, w celu ich odciążenia, lub przy mostach płatnych konkurując cenowo. Właśnie ze względu na dużą liczbę mostów nad ciekami wodnymi, w odniesieniu do Wrocławia, stosuje się niekiedy określenie Wenecja Północy lub Polska Wenecja. Najnowszym rodzajem przeprawy nad Odrą jest oddana do użytkowania w 2013 r. kolejka linowa Polinka.

## Wody powierzchniowe

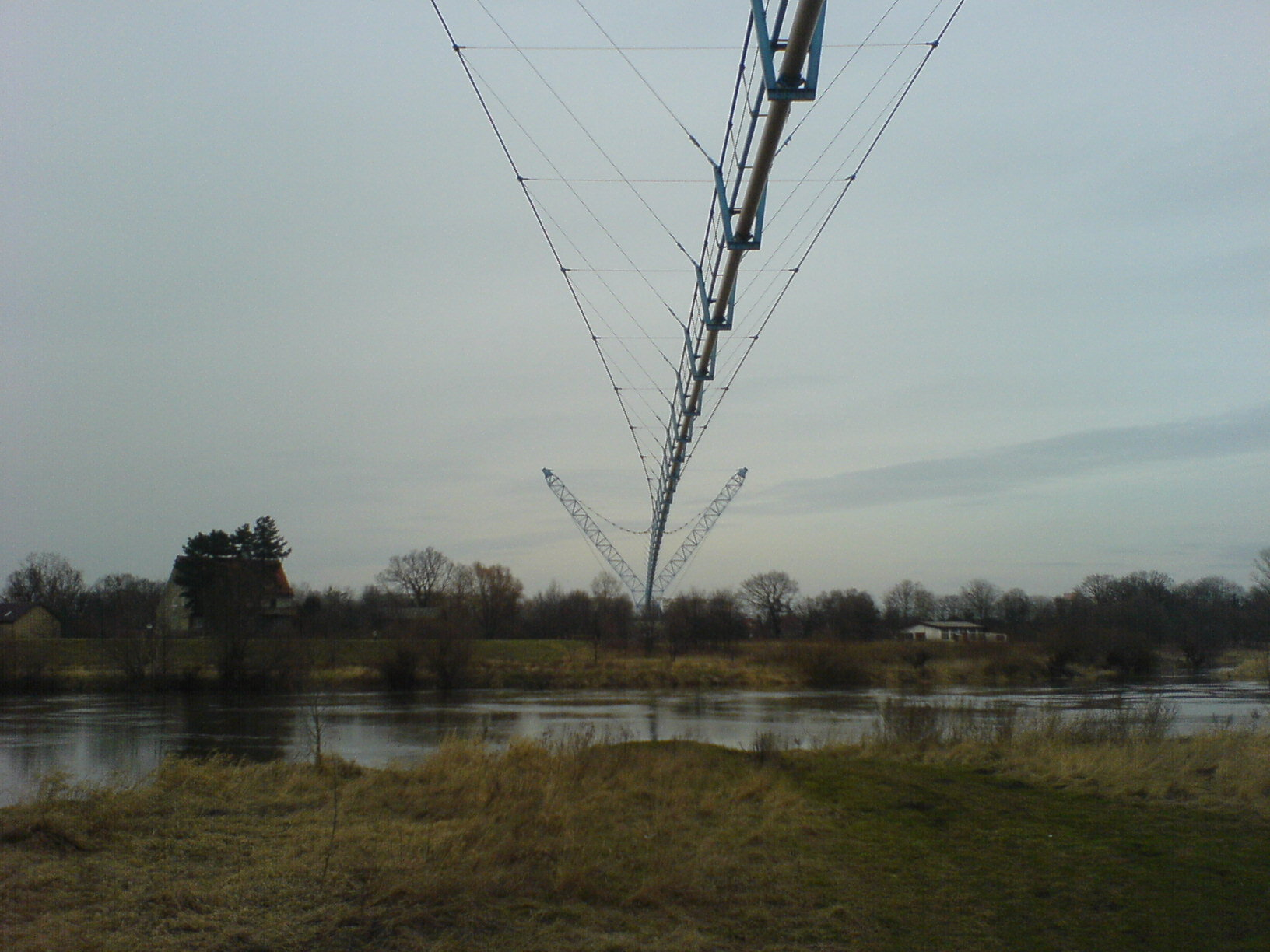
przerzut gazociągu nad Odrą

Wody powierzchniowe we Wrocławiu to przede wszystkim to sieć rzek, ich ramion i kanałów, oraz mniejsze cieki wodne. Największe rzeki przepływające przez Wrocław to Odra, Bystrzyca, Oława, Ślęza i Widawa. Z mniejszych można wymienić rzeki Dobra i Zielona oraz mniejsze cieki takie jak: Ługowina, Brochówka, Leśna, Łękawica, Grabiszynka i inne. Liczne inwestycje w zakresie hydrotechniki obejmowały także budowę kanałów wodnych i przekopów. Największe z nich to Kanał Żeglugowy, Kanał Powodziowy, Kanał Różanka, Kanał Miejski, związane z rzeką Odra. Mniejsze kanały to np. Kanał Odpływowy, Kanał Kłokoczycki, Kanał Graniczny. Oprócz nich występują w obszarze miasta niewielkie zbiorniki wodne, tj. starorzecza, stawy, glinianki i osadniki. Potrzeba tworzenia we Wrocławiu przepraw przez wody powierzchniowe dotyczy przede wszystkim cieków wodnych. Zadaniem tych przepraw jest zapewnienie możliwości komunikacji i przemieszczania nad ciekami ludzi oraz towarów. W przypadku występujących we Wrocławiu jedynie niewielkich zbiorników wodnych, to w obrębie niektórych z tych zbiorników wybudowano niewielkie kładki dla celów rekreacji, przede wszystkim w obszarach wrocławskich parków i ogrodów.

## Mosty i kładki

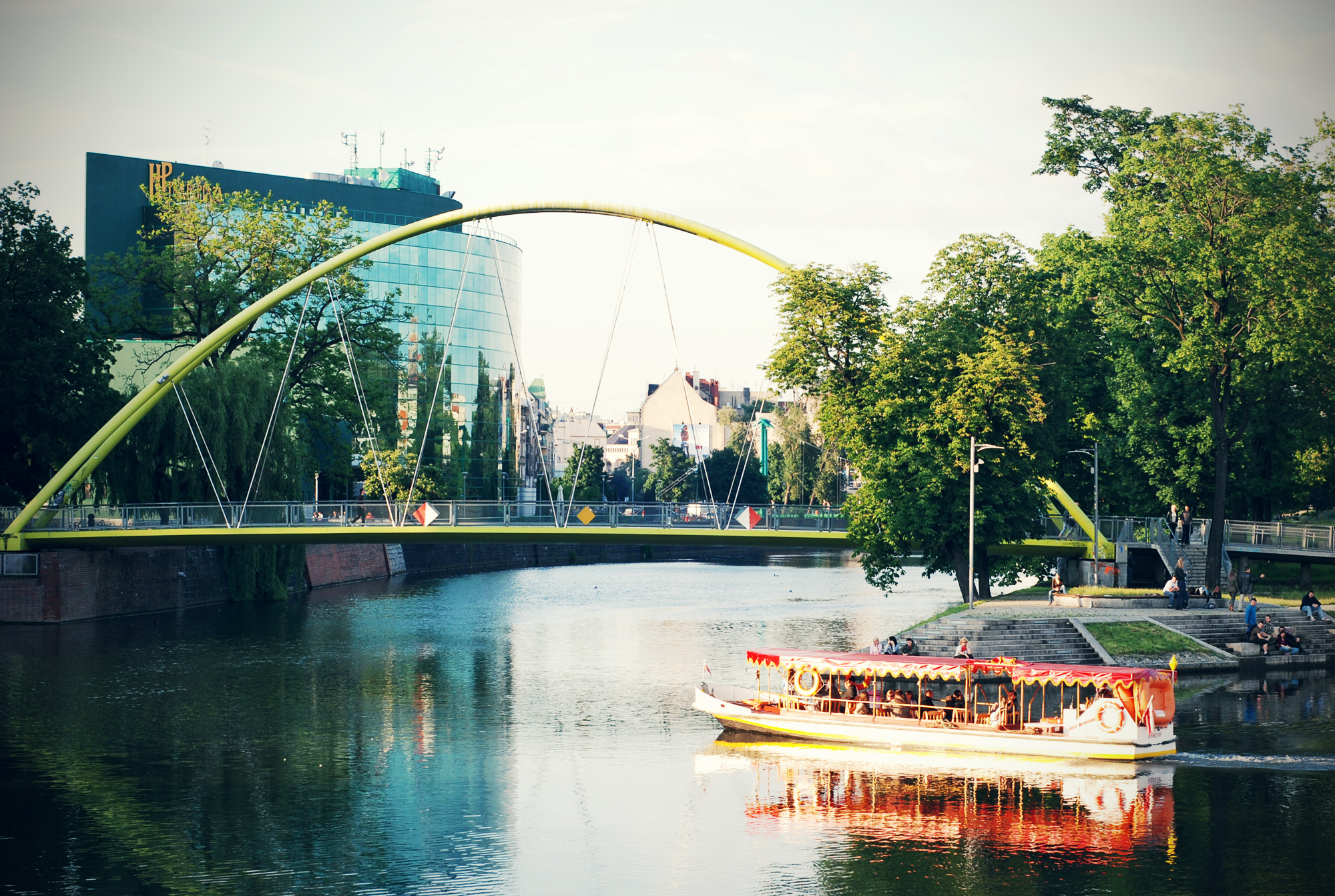
Kładka Słodowa

Przeprawy mostowe obejmujące mosty i kładki to podstawowe budowle zapewniające możliwość komunikacji pomiędzy brzegami poszczególnych cieków. Jak wyżej zaznaczono we Wrocławiu znajduje się duża liczba mostów drogowych i kolejowych oraz kładek pieszych i pieszo–rowerowych. Mosty we Wrocławiu były budowane od początku istnienia osadnictwa w tym miejscu. Pierwsze przeprawy mostowe funkcjonowały obok innych przepraw, przede wszystkim brodów, łodzi i tratew. Przypuszcza się, na podstawie badań archeologicznych, że już około X wieku istniał most zapewniający połączenie z Ostrowem Tumskim. W źródłach historycznych wzmianka o moście najstarszym pochodzi z 1149 roku i dotyczy połączenia pomiędzy wyspa Piaskowa a osadą zlokalizowaną na lewym brzegu rzeki. Kolejne dokumenty pochodzące z 1267 i 1281 roku podają informację o moście łączącym wyspę Piaskowa z Ostrowem Tumskim. Przypuszcza się, że mosty te wznoszono w konstrukcji palowo-jarzmowej. Stopniowo z biegiem rozwoju miasta oraz rozwoju kultury technicznej mosty stawały się podstawowymi przeprawami wypierając inne rodzaje przepraw opartych na żegludze lub brodach. Obecnie przeprawy we Wrocławiu opierają się na systemie przepraw mostowych i przepustów. Oprócz mostów ogólnodostępnych istnieje grupa przepraw mostowych przy różnych obiektach związanych z przemysłem i gospodarką wodną, dostępnych wyłącznie dla pracowników i obsługi położonych na terenie Wrocławia stopni wodnych. Przykładem takich przepraw są między innymi: most Jazu Rędzin na Stopniu Wodnym Rędzin, czy most przy Elektrowni Wodnej I. Także w czasach historycznych budowle piętrzące oraz siłownie wodne stanowiły często podstawę, którą wykorzystywano także do budowy przepraw przez rzeki.

## Przepusty
Przepusty uzupełniają system mostów dla małych cieków wodnych, dla których nie ma potrzeby budowy konstrukcji o dużych rozpiętościach. Stanowią one element korpusu drogi, przez który należy bezpiecznie przeprowadzić wody pewnego cieku wodnego. Oprócz zupełnie małych przepustów dla cieków o charakterze melioracyjnym istnieje we Wrocławiu grupa ciekawych konstrukcji przepustów, w tym grupa przepustów tradycyjnych. Należy także zauważyć, że w historii rozwoju budownictwa klasyfikacja tego typu budowli zmieniała się i pewne konstrukcje, które obecnie na podstawie określonych kryteriów zaliczane są do grupy przepustów, wcześniej klasyfikowane były jako mosty. Obecnie obiekty, w których przynajmniej jeden z wymiarów przekroju poprzecznego wynosi 0,6 m lub więcej oraz obiekty mostowe do 3 m rozpiętości zaliczane są do grupy obiektów nazywanych przepustami. Stąd wiele obiektów mostowych obecnie zostało przekwalifikowanych do kategorii przepustów.

## Mosty tymczasowe i pontonowe
W historii miasta budowano mosty tymczasowe nim powstały właściwe, stałe przeprawy mostowe w określonym miejscu. Takie rozwiązanie stosowane było między innymi po zakończeniu II wojny światowej, kiedy to Wrocław był w bardzo znacznym stopniu zniszczony. Zniszczenia te obejmowały także wiele wrocławskich mostów. Również remonty mostów i konieczność ich zamknięcia dla ruchu wymuszała budowę mostów tymczasowych na czas remontu i kierowanie ruchu tą drogą zastępczą. Takie rozwiązanie zastosowano między innymi podczas remontu w latach 2005–2008 Mostu Szczytnickiego. Nim wybudowano Most Milenijny, w okresie święta zmarłych, regularnie budowano tymczasową przeprawę pontonową z Kozanowa na Osobowice, dla zapewnienia w okresie wzmożonego ruchu komunikacji z największą wrocławską nekropolią – Cmentarzem Osobowickim.

## Promy

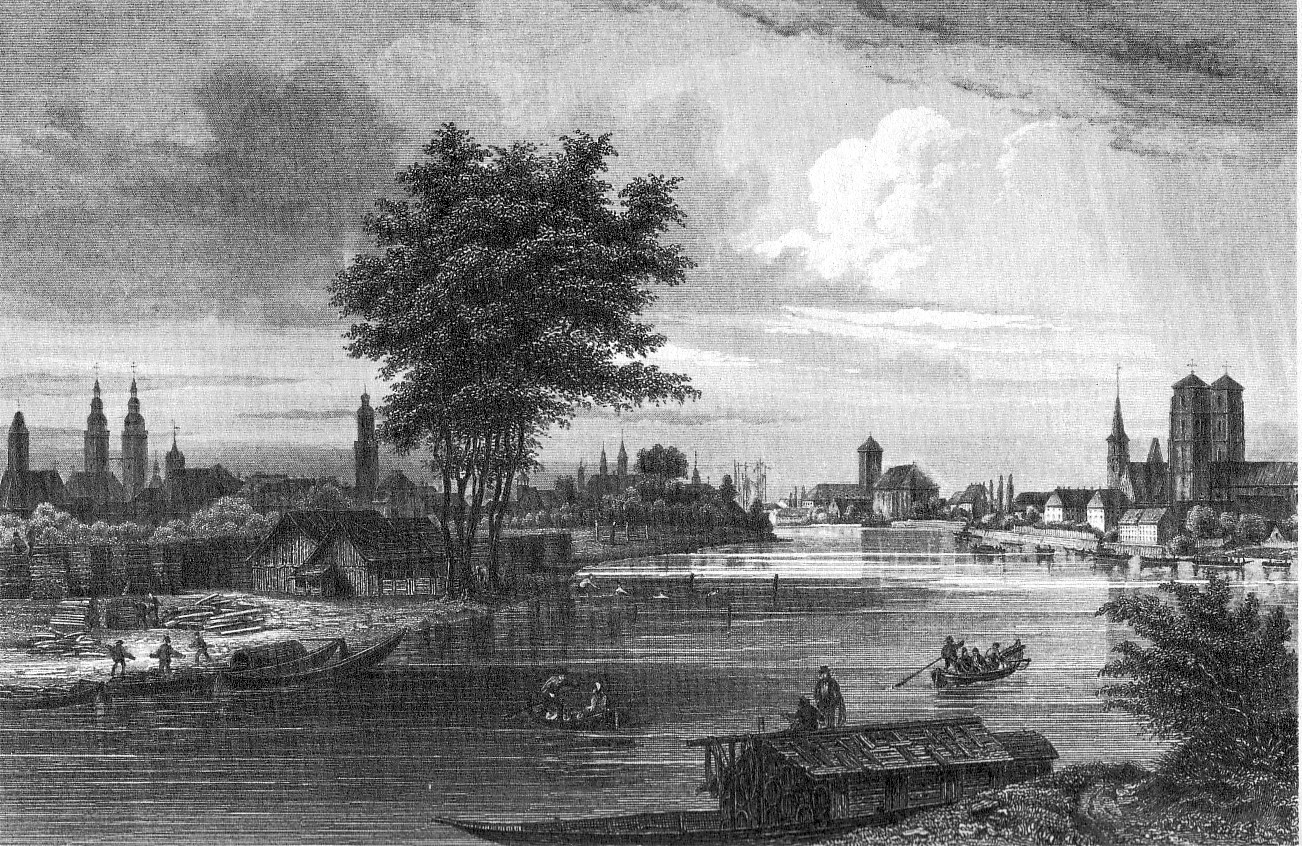
przewóz osób i towarów przez Odrę łodziami

Przeprawy promowe we Wrocławiu funkcjonowały zarówno jako przeprawy stałe, jak i czasowe, w okresie wyłączenia z ruchu, bądź robót budowlanych polegających na odbudowie, remoncie albo przebudowie mostu. Jedna z takich tymczasowych przepraw funkcjonowała w okresie powojennym podczas remontu Mostów Warszawskich. Do lat 60 XX wieku funkcjonowała przeprawa promowa w rejonie dzisiejszej Kładki Zwierzynieckiej przy Ogrodzie Zoologicznym, łącząc osiedla Rakowiec z terenem osiedla Dąbie. Do lat siedemdziesiątych funkcjonował również prom łączący ulicę Rędzińska (Maślice Małe) z ulicą Żużlowców (Rędzin). Obecnie z dawnego przewozu zostały jedynie przyczółki, a brak promu uniemożliwia korzystanie z drogi wojewódzkiej nr 320 przebiegającej tymi ulicami.

## Kolej linowa
Pod koniec 2013 r. oddano do użytkowania kolej linową Polinka, która połączyła dwa brzegi rzeki Odry w okolicach Politechniki Wrocławskiej (okolice budynku C13 Politechniki Wrocławskiej przy Wybrzeżu Wyspiańskiego) i na przeciwległym brzegu okolice nowo wznoszonego budynku Geocentrum – kampus przy ulicy Na Grobli.

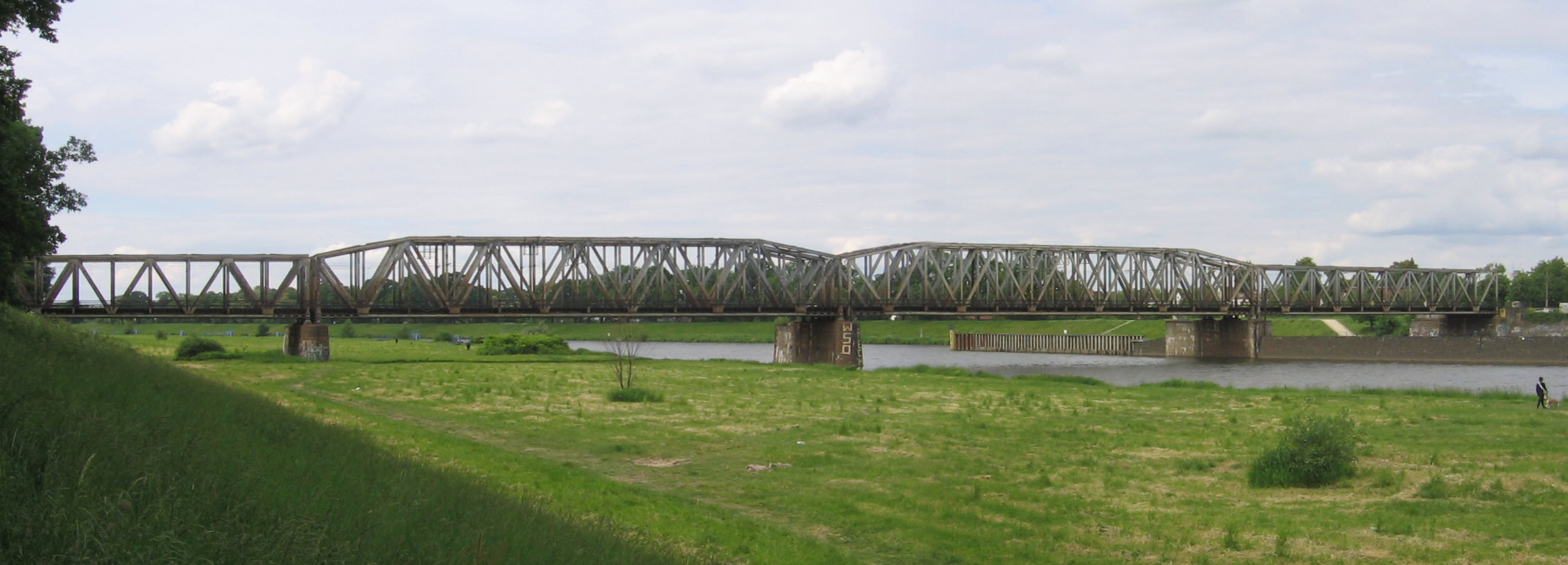
most kolejowy na linii nr 143 Wrocław–Oleśnica

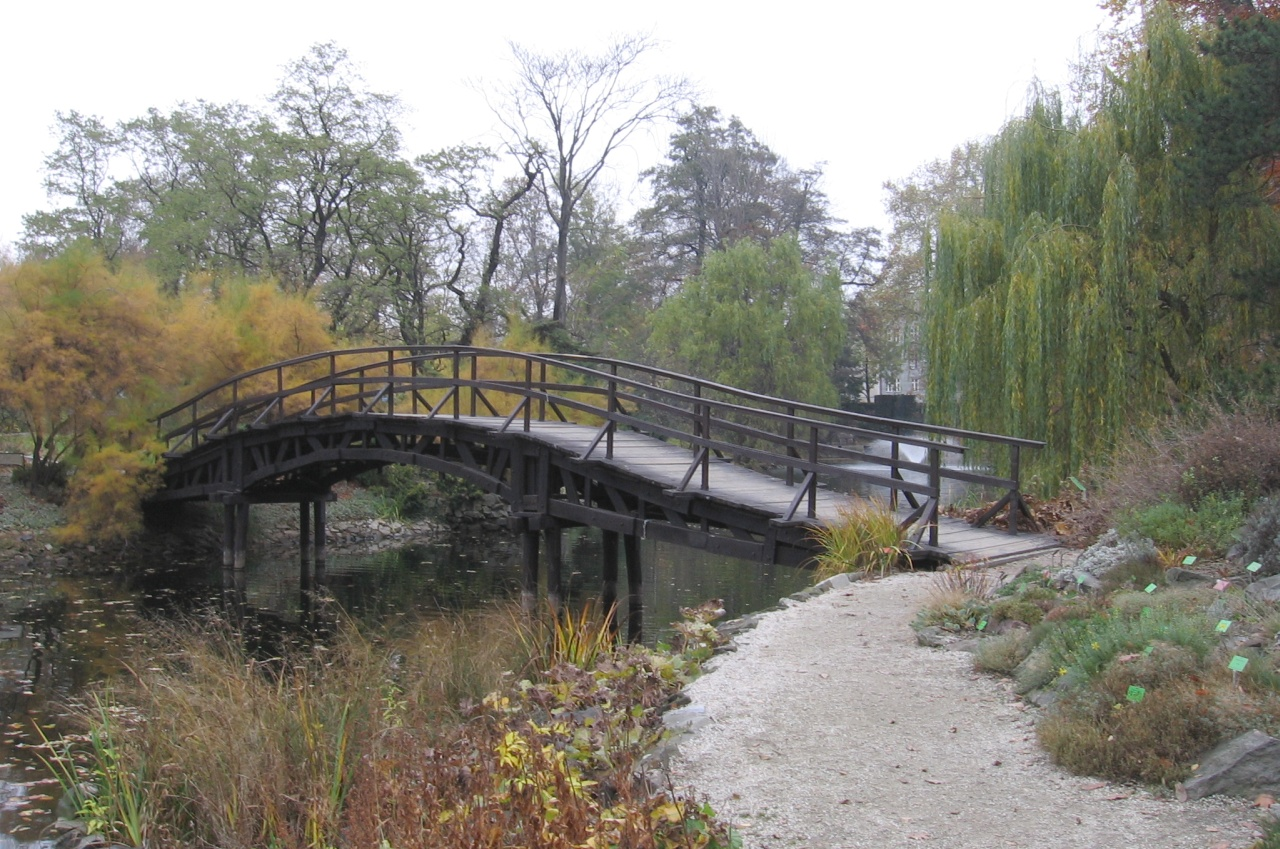
kładka w Ogrodzie Botanicznym